# Blonde (Album)
Blonde (alternativ auch blond) ist das zweite Studioalbum des US-amerikanischen Singer-Songwriters Frank Ocean. Es wurde erstmals am 19. August 2016 im Selbstverlag veröffentlicht. Das Album enthält Gastbeiträge von unter anderem André 3000, Kanye West und Beyoncé. Produziert wurde das Album neben Ocean selbst von Pharrell Williams, Malay Ho und James Blake.

## Musik und Inhalt
Blonde vereinigt verschiedene Genres in sich. Das Album als reines R&B-Album zu zeigen wird dem Projekt demnach wenig gerecht. Das Rolling Stone Magazine schreibt dazu:

“..., this is an R&B album in only the most elastic and expansive sense of the term.”

„Dies ist lediglich ein R&B-Album im dehnbarsten und weitesten Sinne des Begriffs.“

So wird es oft auch dem Genre des Avantgarde-Soul zugeordnet. Oft wird in Zusammenhang mit dem Album auch psychedelischer, bzw. atmosphärischer Pop genannt.
Als Einflüsse können verschiedene Künstler genannt werden. Prominent fallen dabei Elliot Smith, die Beach Boys, Stevie Wonder und The Beatles auf. Auch David Bowie und Jimi Hendrix werden von Frank Ocean als Vorbilder und Einflüsse erwähnt und könnten Blonde beeinflusst haben.
Der 1966 erschienene Song Here, There and Everywhere der Beatles wurde auf White Ferrari gesampelt.
Wie Frank Ocean 2013 schon ankündigte, handelt es sich bei Blonde um ein Konzeptalbum. Behandelt werden persönliche und intime Themen, welche Ocean besonders bewegt haben.  Besonders in den Vordergrund werden die Themen der Männlichkeit, der Emotionalität und Melancholie und der Liebe. Ocean thematisiert auch Verlust, Sexualität und Dualität, beispielsweise in Bezug auf das Geschlecht. Das Album folgt keiner klaren Geschichte, wie etwa To Pimp A Butterfly sondern erzählt einzelne Geschichten die durch die thematische Ähnlichkeit an Zusammenhang gewinnen.
Das Cover des Albums zeigt Frank Ocean von der Brust auf. Ocean verdeckt sein Gesicht mit der Hand, er trägt ein Pflaster und seine Haare sind grüngefärbt. Außerdem wird er oberkörperfrei und noch teilweise nass gezeigt, der Hintergrund deutet auf ein Badezimmer hin. Über dem Foto steht blond, unter dem Foto befindet sich ein Strichcode und das Logo des Parental Advisory Labels.
Die widersprüchlichen Albentitel blonde (Apple Music, Spotify) und blond (Albumcover) sind vermutlich absichtlich gewählt. Denn der Unterschied zwischen den Titeln ist das grammatikalische Geschlecht. Etwas, was sich im Album widerspiegelt, welches von Dualität, Frank Oceans Männlichkeit und Sexualität spricht. Dass Frank Ocean sich (halb-)nackt zeigt kann zudem als Zeichen für die Intimität des Albums gesehen werden. Die grüngefärbten Haare lassen sich damit erklären lassen, dass blonde Haare sich bei Kontakt zu Wasser (einem häufiger erscheinenden Motiv des Albums, siehe Cover) grün färben.
Das Foto entstammt einer Reihe Fotos des deutschen Fotografen Wolfgang Tillmans, welche in Berlin gemacht wurden. Tillman und Ocean arbeiteten vor Veröffentlichung von Blonde zusammen, das Lied Device Control des Fotografen wurde 2016 auf dem Videoalbum Endless veröffentlicht.
Von 2022 bis 2023 wurde das Cover des Albums im Museum of Modern Art in New York im Rahmen einer Ausstellung Wolfgang Tillmans’ gezeigt.

## Titelliste
| #   | Titel                                                            | Produktion                                                  | Länge |
| --- | ---------------------------------------------------------------- | ----------------------------------------------------------- | ----- |
| 1.  | Nikes                                                            | Frank Ocean, Malay Ho and Om'mas Keith                      | 5:14  |
| 2.  | Ivy (feat. Malay Ho)                                             | Frank Ocean, Om'mas Keith and Rostam Batmanglij             | 4:09  |
| 3.  | Pink+White (feat. Pharrell Williams, Beyoncé)                    | Frank Ocean and Pharrell Williams                           | 3:04  |
| 4.  | Be Yourself (mit B. Ross)                                        | Frank Ocean                                                 | 1:26  |
| 5.  | Solo (feat. Malay Ho)                                            | Frank Ocean and James Blake                                 | 4:17  |
| 6.  | Skyline To (feat. Tyler, the Creator, C. Chassol)                | Frank Ocean, Malay Ho and Om'mas Keith                      | 3:04  |
| 7.  | Self Control                                                     | Frank Ocean, Malay Ho and Jon Brion                         | 4:09  |
| 8.  | Good Guy                                                         | Frank Ocean                                                 | 1:06  |
| 9.  | Nights (feat. J. Thornalley, M. Uzowuru)                         | Frank Ocean, Joe Thornalley, Michael Uzowuru and Buddy Ross | 5:07  |
| 10. | Solo (Reprise) (feat. André 3000, J. Blake)                      | Frank Ocean, James Blake and Jon Brion                      | 1:18  |
| 11. | Pretty Sweet                                                     | Frank Ocean, Malay Ho and Om'mas Keith                      | 2:38  |
| 12. | Facebook Story (feat.S. Akchote, B. Ross)                        | Frank Ocean                                                 | 1:08  |
| 13. | Close To You (feat. B. Ross, B. Bacharach, H. David)             | Frank Ocean, Buddy Ross and Francis Starlite                | 1:25  |
| 14. | White Ferrari (feat. Kanye West, M. Ho, J. Lennon, P. McCartney) | Frank Ocean, Jon Brion and Om'mas Keith                     | 4:08  |
| 15. | Seigfried (feat. M. Ho, R. Batmanglij, E. Smith)                 | Frank Ocean and Malay Ho                                    | 5:34  |
| 16. | Godspeed (feat. Malay Ho)                                        | Frank Ocean, Om'mas Keith, Malay Ho and James Blake         | 2:57  |
| 17. | Futura Free (feat. D. Allen, H. Burnham, A. Gill, J. King)       | Frank Ocean, Om'mas Keith and Malay Ho                      | 9:24  |

## Rezeption

### Preise
Blonde wurde weder für Grammys nominiert, noch hat das Album welche gewonnen. Dies liegt allerdings an einer bewusst gewählten Entscheidung Frank Oceans. Dieser reichte keine Musik an die Award Show ein, da er nicht mit dem Stimmsystem und der Infrastruktur übereinstimmte.
Zuvor hatte Kanye West angekündigt die Veranstaltung zu boykottieren, sollte Blonde nicht nominiert werden. West, der das Album in hohen Tönen lobte, drückte auch aus, dass die Grammys nicht objektiv handeln würden und Künstler wie Lady Gaga bevorzugen würden.

### Rezensionen
Blonde wurde zumeist positiv bewertet, so bekam es auf Metacritic eine Wertung von 87/100, basierend auf 38 Rezensionen. Pitchfork bewertete das Album ähnlich mit einer 9/10. Philipp Kopka beschreibt Blonde auf Laut.de wie folgt:

„Nie kann man sich sicher sein, welche Abzweigung er auf einem Track nimmt, denn der Sänger sträubt sich hartnäckig gegen jedwede Konvention. Er bricht gängige Strukturen auf, wagt Experimente und geht Risiken ein. Allein dafür gebührt einem Künstler in seiner Position größtmöglicher Respekt. Nur hat Frank Ocean dazu das Glück, so verdammt talentiert zu sein, dass dabei noch ein stilles, kleines Meisterwerk herauskommt.“

### Jahresbestenlisten
Neben der positiven Resonanz in Form von Bewertungen, wurde Blonde auch vermehrt auf Jahresbestenlisten aufgeführt. Im Folgenden befindet sich eine Auswahl der Listen und des dort aufgeführten Ranges.
| Veröffentlicher | Liste                      | Rang | Ref.   |
| --------------- | -------------------------- | ---- | ------ |
| The Guardian    | The 40 Best Albums of 2016 | 2    | [ 18 ] |
| Pitchfork       | The 50 Best Albums of 2016 | 2    | [ 19 ] |
| The Independent | The 20 Best Albums of 2016 | 5    | [ 20 ] |
| NME             | The 50 Best Albums of 2016 | 10   | [ 21 ] |
| Rolling Stone   | The 50 Best Albums of 2016 | 5    | [ 22 ] |

## Kommerzieller Erfolg

### Chartplatzierungen
Blonde wurde innerhalb der ersten Woche 65,4 Millionen Mal gestreamt. Laut dem Forbes-Magazin hat Frank Ocean damit innerhalb der ersten Woche etwa eine Million US-Dollar verdient, wobei geholfen hat, dass er unter seinem neu gegründetem Label veröffentlichte.
| ChartsChartplatzierungen       | Höchstplatzierung | Wochen |
| ------------------------------ | ----------------- | ------ |
| Schweiz (IFPI)                 | 54 (56 Wo.)       | 56     |
| Vereinigte Staaten (Billboard) | 1 (… Wo.)         | …      |
| Vereinigtes Königreich (OCC)   | 1 (72 Wo.)        | 72     |

| ChartsJahrescharts (2016)      | Platzierung |
| ------------------------------ | ----------- |
| Vereinigte Staaten (Billboard) | 48          |
| Vereinigtes Königreich (OCC)   | 87          |

| ChartsJahrescharts (2017)      | Platzierung |
| ------------------------------ | ----------- |
| Vereinigte Staaten (Billboard) | 102         |

| ChartsJahrescharts (2018)      | Platzierung |
| ------------------------------ | ----------- |
| Vereinigte Staaten (Billboard) | 165         |

| ChartsJahrescharts (2019)      | Platzierung |
| ------------------------------ | ----------- |
| Vereinigte Staaten (Billboard) | 168         |

| ChartsJahrescharts (2020)      | Platzierung |
| ------------------------------ | ----------- |
| Vereinigte Staaten (Billboard) | 130         |

| ChartsJahrescharts (2021)      | Platzierung |
| ------------------------------ | ----------- |
| Vereinigte Staaten (Billboard) | 121         |

| ChartsJahrescharts (2022)      | Platzierung |
| ------------------------------ | ----------- |
| Vereinigte Staaten (Billboard) | 106         |

| ChartsJahrescharts (2023)      | Platzierung |
| ------------------------------ | ----------- |
| Vereinigte Staaten (Billboard) | 75          |

| ChartsJahrescharts (2024)      | Platzierung |
| ------------------------------ | ----------- |
| Vereinigte Staaten (Billboard) | 50          |
| Vereinigtes Königreich (OCC)   | 86          |

### Auszeichnungen für Musikverkäufe
| Land/Region                  | Auszeichnungen für Musikverkäufe (Land/Region, Auszeichnung, Verkäufe) | Verkäufe  |
| ---------------------------- | ---------------------------------------------------------------------- | --------- |
| Dänemark (IFPI)              | 5× Platin                                                              | 100.000   |
| Italien (FIMI)               | Gold                                                                   | 25.000    |
| Neuseeland (RMNZ)            | 5× Platin                                                              | 75.000    |
| Vereinigte Staaten (RIAA)    | Platin                                                                 | 1.000.000 |
| Vereinigtes Königreich (BPI) | Platin                                                                 | 300.000   |
| Insgesamt                    | 1× Gold · 12× Platin ·                                                 | 1.500.000 |

Hauptartikel: Frank Ocean/Auszeichnungen für Musikverkäufe